# Al-Rahman-Moschee
Die al-Rahman-Moschee ist eine Moschee an der Roscherstraße 33a in Leipzig. Das Gebäude wurde 1998 erworben, später auch das Haus an der Roscherstraße 31. Der Imam der Moschee ist Hassan Dabbagh. Der Bericht des Verfassungsschutz Sachsen von 2016 hält fest: „Den Schwerpunkt salafistischer Bestrebungen bildete auch im Jahr 2016 die Al-Rahman-Moschee Leipzig.“

Al-Rahman-Moschee Leipzig
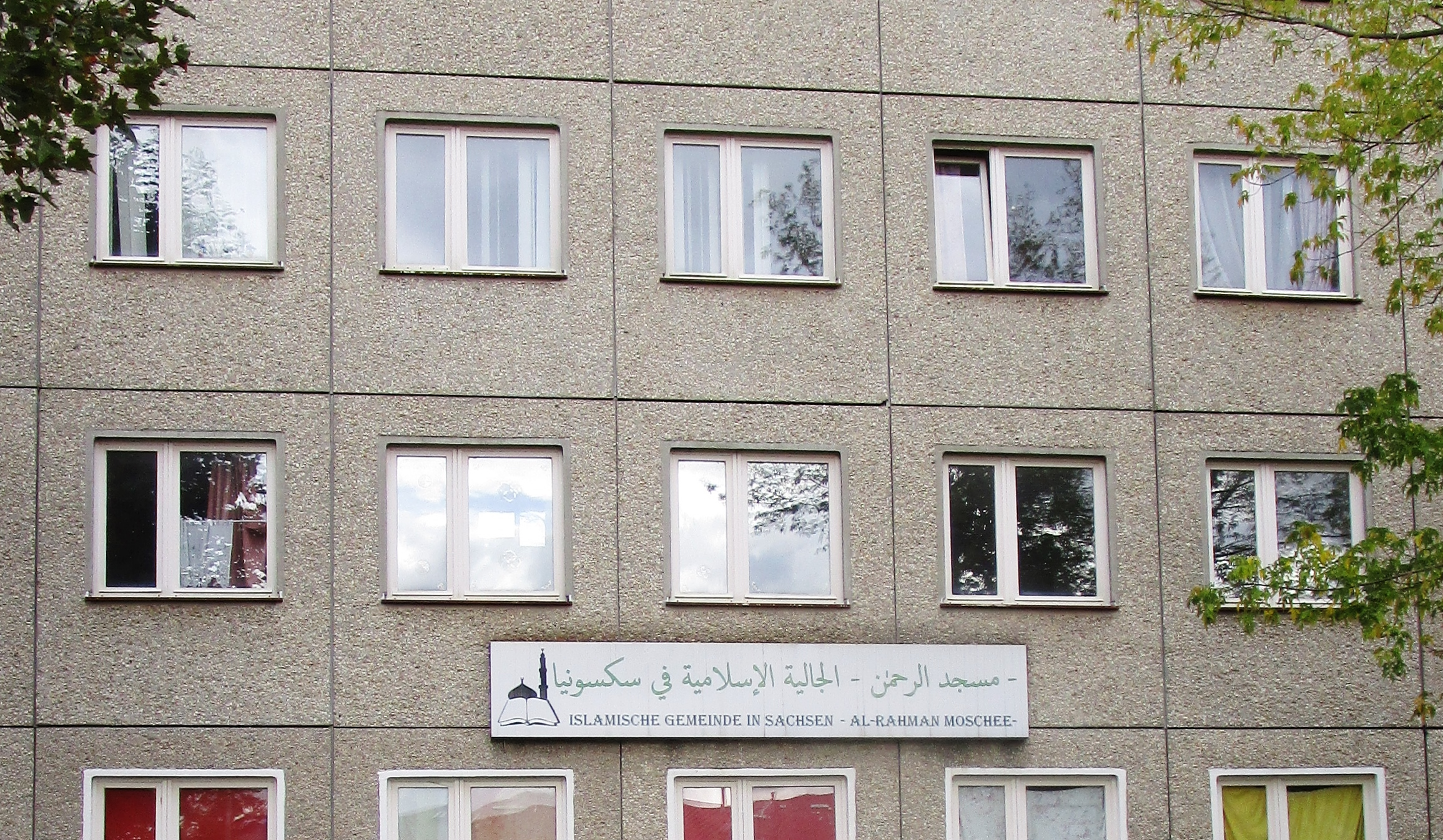
Moschee im Plattenbau
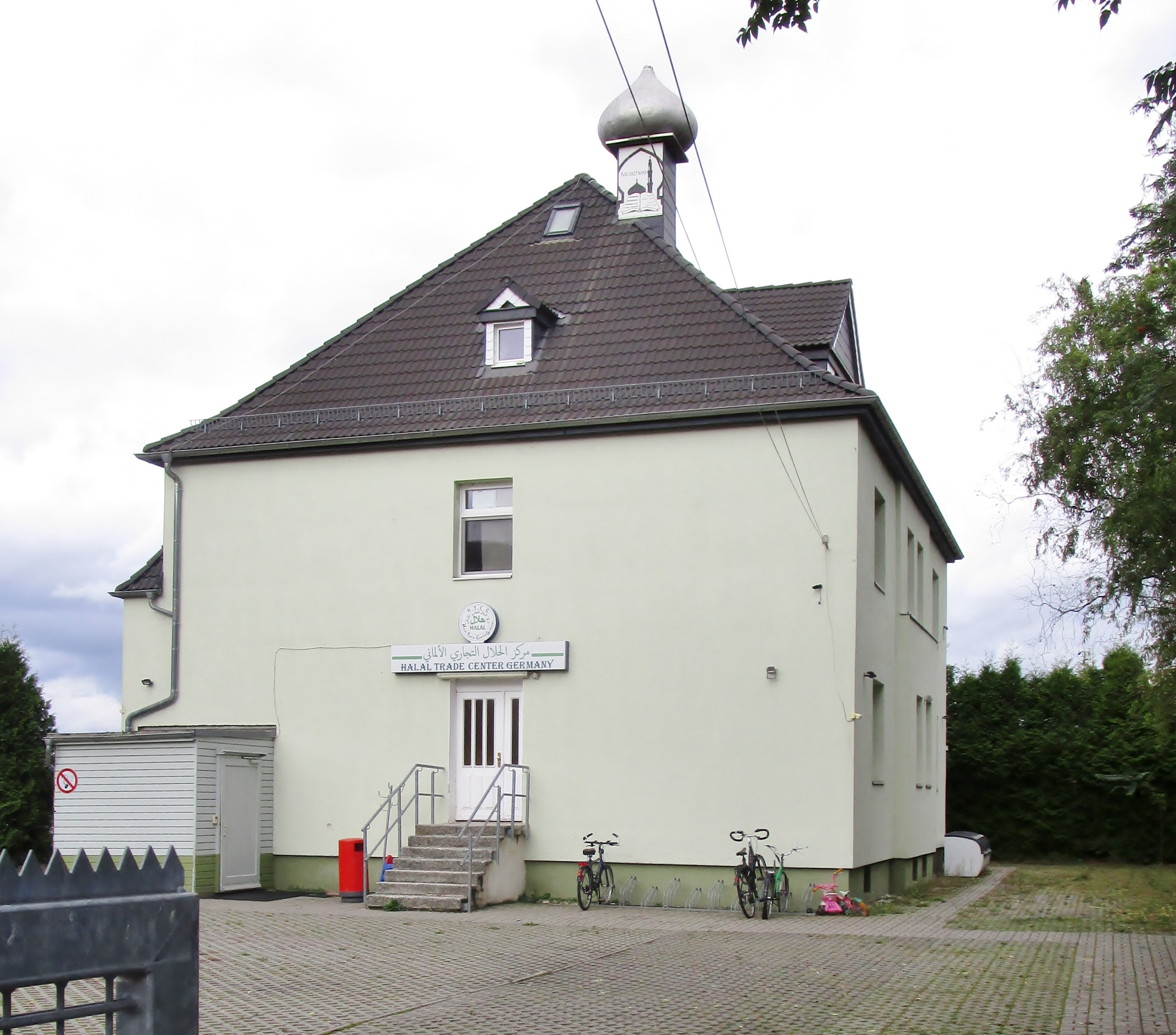
Al-Rahman-Moschee Roscherstraße 33a